# Стайки (Оршанский район)
Ста́йки — деревня в Межевском сельсовете Оршанского района Витебской области Беларуси. Расположена в 22 км от города Орши. Население — 278 человек (2019 год). До 2004 года — центр Стайковского сельсовета Оршанского района.
Около деревни берут начало правые притоки реки Оршица — реки Мироновка и Скунья. Неподалеку от деревни находятся озеро Куровщина (местное название — Куровское озеро) и Клюковский лес. Ближайшие населённые пункты — деревни Свистуны, Каменка, Чернявские, Слобода.
В деревне находятся девятилетняя школа, детский сад, клуб. Есть молочно-товарная ферма. Станция Стайки на железнодорожной магистрали Витебск — Орша.

## История
В 1675 году часть нынешних Стаек, бывшая деревня Куровщина, упоминается в составе имения Межево в Оршанском повете Великого княжества Литовского.
Во время Великой Отечественной войны в деревне действовало партизанское подполье. Неподалеку от сельской школы находятся памятники погибшим в годы Великой Отечественной войны жителям деревни и расстрелянным местным жителям еврейской национальности.
В 1969—1992 годах в деревне существовал колхоз «Знамя Победы» (до 1969 года являлся сельскохозяйственной артелью, носившей в разное время следующие названия: имени Молотова, «Красный Октябрь», «Знамя Победы»), в 1992 году он был преобразован в ООО «ПХФ Нива».
С 1988 по 1992 годы должности председателя колхоза «Знамя Победы», а с 1992 по 1999 годы — директора производственно-хозяйственной фирмы «Нива» занимал Н. Н. Шерстнёв — бывший председатель Витебского областного исполнительного комитета (в должности с 2014 по 2021 год).
5 июня 1990 года на железнодорожном переезде в Стайках произошла авария, в ходе которой грузовой поезд столкнулся с автомобилем КрАЗ-256, после чего в автомобиль врезался встречный пассажирский поезд, в результате чего водитель автомобиля погиб, а тепловоз и шесть вагонов пассажирского поезда сошли с рельсов.
В 2013 году на станции Стайки снимались эпизоды популярного российского сериала «Аромат шиповника».

## Известные уроженцы
- Платонов, Владимир Петрович (род. 1939) — выдающийся советский, белорусский и российский математик.
- Меркуль, Василий Тимофеевич (1897—1944) — советский партийный и государственный деятель, один из организаторов и руководителей партизанского движения в Белоруссии.